# Keiičiró Korenaga
Keiičiró Korenaga (korejsky 코레나가 케이치로, * 1996 Obihiro) je jihokorejský reprezentant ve sportovním lezení japonského původu. Vítěz světových her, mistr Asie a juniorský mistr Asie v lezení na obtížnost.

## Výkony a ocenění
- 2011: juniorský mistr Asie
- 2015,2016: mistr Asie
- 2016: nominace na Světové hry 2017 v polské Vratislavi kde vyhrál
- 2017: třetí místo v celkovém hodnocení světového poháru

### Závodní výsledky
| Světové hry | Světové hry |
| Rok         | 2017        |
| ----------- | ----------- |
| Obtížnost   | 1           |

| Mistrovství světa | Mistrovství světa | Mistrovství světa |
| Rok               | 2014              | 2016              |
| ----------------- | ----------------- | ----------------- |
| Obtížnost         | 25                | 8                 |

| Světový pohár       | Světový pohár | Světový pohár | Světový pohár | Světový pohár | Světový pohár              |
| Rok                 | 2012          | 2014          | 2015          | 2016          | 2017                       |
| ------------------- | ------------- | ------------- | ------------- | ------------- | -------------------------- |
| Obtížnost           | 42-46         | 20            | 17            | 11            | 3                          |
| jednotlivě* (x/x/x) | x             | x             | x             | x             | 10-11,,8, · 10,5,10, · ,10 |

* pozn.: nalevo jsou poslední závody v roce
| Mistrovství Asie | Mistrovství Asie | Mistrovství Asie |
| Rok              | 2015             | 2016             |
| ---------------- | ---------------- | ---------------- |
| Obtížnost        | 1                | 1                |

| Mistrovství světa juniorů | Mistrovství světa juniorů | Mistrovství světa juniorů | Mistrovství světa juniorů | Mistrovství světa juniorů |
| Rok                       | 2010 kat. B               | 2011 kat. B               | 2012 kat. A               | 2015 junioři              |
| ------------------------- | ------------------------- | ------------------------- | ------------------------- | ------------------------- |
| Obtížnost                 | 18                        | 3                         | 10                        | 3                         |

| Mistrovství Asie juniorů | Mistrovství Asie juniorů | Mistrovství Asie juniorů |
| Rok                      | 2011 kat. B              | 2015 junioři             |
| ------------------------ | ------------------------ | ------------------------ |
| Obtížnost                | 1                        | 5                        |
| Bouldering               | —                        | 7                        |